# 聖米格爾特佩松特斯
聖米格爾特佩松特斯（西班牙語：San Miguel Tepezontes），是薩爾瓦多的城鎮，位於該國南部，由拉巴斯省負責管轄，面積46.24平方公里，海拔高度780米，2007年人口5,084，人口密度每平方公里109.95人。
13°37′N 88°1′W / 13.617°N 88.017°W